# Вінчестерський собор
Вінчесте́рський собо́р — собор у місті Вінчестер (Велика Британія), у графстві Гемпшир, один із найбільших соборів Англії. Вважається другим найдовшим у Європі. Він присвячений Святій Трійці, Святому Петру, Святому Павлу і Святому Світуну, і знаходиться у Вінчестерському єпископстві та є центром Вінчестерської єпархії.

## Рання історія

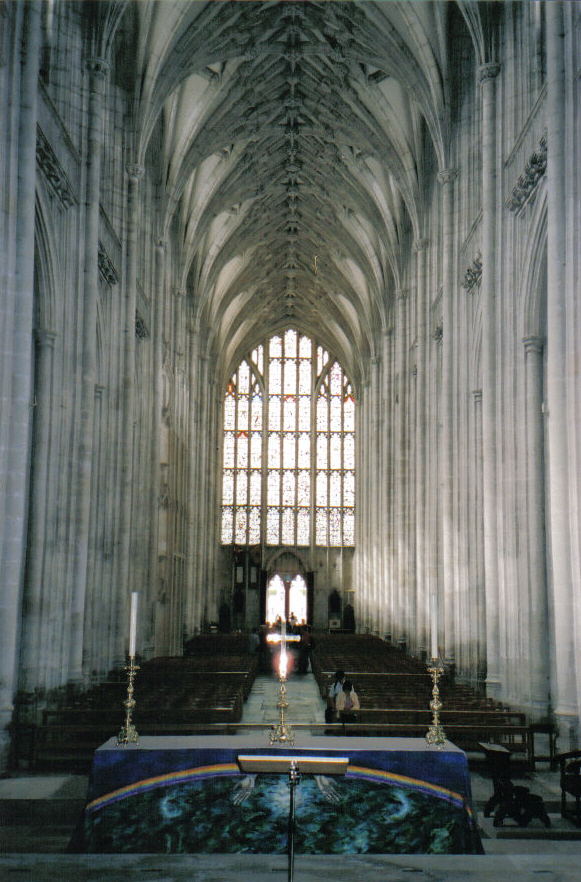
Вигляд храму зсередини

Спорудження храму розпочалося в 1079 році під керівництвом єпископа Волкеліна. 8 квітня 1093 року в присутності майже всіх абатів і єпископів Англії монахи із Саксонського Олдмінстера переїхали в новий храм, «весело святкуючи цю подію».
Найстарішою частиною сьогоднішньої споруди собору залишається склеп, який датується XI–XII століттям. Вільгельм II Рудий (або «Вільям Завойовник») був похований в цьому соборі 11 серпня 1100 року, після того, як випадково загинув під час полювання у Нью Форесті.